# Flores Historiarum

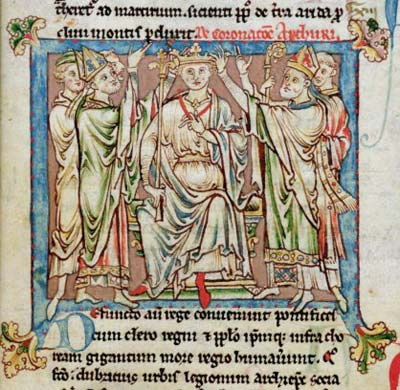
El rey Arturo, ilustración en miniatura del Flores Historiarum

Flores Historiarum (en español: Flores de la historia) es una crónica en latín sobre la historia inglesa, que registra desde los primeros años hasta 1326 (aunque algunos de los manuscritos más tempranos terminan en 1306). Fue compilada por diversas personas y rápidamente adquirió popularidad contemporánea, por lo que fue continuada por muchas manos en diferentes tradiciones de escritura. Entre los veinte manuscritos conservados, están los compilados en la abadía de St Benet, en Norfolk, continuados en la abadía de Tintern (Royal Mss 14.c.6), en la catedral de Norwich (Cottoniana Claudio E 8), en la catedral de Rochester (Cottoniana Nerón D 2), en la catedral de San Pablo en Londres (Lambeth Mss 1106), en la catedral de Southwark (Biblioteca Bodleiana, Rawlinson Mss B 177), y en la abadía de San Agustín en Canterbury (Harleian Mss 641). El principal valor de la obra puede verse en el trabajo realizado por Roger de Wendover, su relato de los acontecimientos de 1216 a 1235.
Fue escrito originalmente en la abadía de St Albans y luego en la abadía de Westminster. El manuscrito más antiguo, que fue la base para todos los siguientes, se conserva en la Biblioteca Chetham de Mánchester. Se supone que este núcleo de la parte más temprana de Flores Historiarum fue compilado por John de Cella (también conocido como John de Wallingford), abad de St Albans entre 1195 y 1214, aunque esto es cuestionable. El trabajo de John comenzó a partir del año 1188. Este manuscrito llegó hasta 1265, con breves notas y enmiendas de la mano de Mateo de París. La siguiente compilación llevó la crónica hasta 1306, otra que comprendía de 1306 a 1325-1326 fue recopilada en Westminster por Robert de Reading y otro monje de Westminster.
El título de Flores Historiarum le fue asignado por otro escritor de St Albans, Roger de Wendover, quien llevó su descripción cronológica hasta 1235, el año previo a su muerte. Roger afirma en su prólogo que seleccionó «de los libros de los escritores católicos dignos de crédito, así como flores de varios colores se obtienen de diferentes campos», de ahí que llamara a su obra Flores Historiarum. La obra fue atribuida durante mucho tiempo a Matthew de Westminster, hasta que Henry Richards Luard demostró que en realidad se trataba de Mateo de París. Como la mayoría de las crónicas, en la actualidad no se valora tanto por lo que compiló de autores anteriores sino por su narrativa detallada y dinámica de los acontecimientos contemporáneos, desde 1216 hasta 1235, incluyendo la firma de la Carta Magna por el rey Juan I de Inglaterra en Runnymede.

## Ediciones
Flores Historiarum fue impreso por primera vez en una edición realizada a partir de un solo manuscrito, por Matthew Parker, Arzobispo de Canterbury, en 1567. 
Una edición crítica del texto fue intentada por Henry Richards Luard, quien la publicó en 1890 en tres volúmenes:
1. Desde la creación del mundo hasta el año 1066 de la era cristiana (este libro ha sido reeditado en 2013).
2. Desde 1066 hasta 1264.[5]
3. Desde 1265 hasta 1326.[6]

Ha sido traducido al inglés por C. D. Yonge (Londres, 1853).